# CD San José

## Sportklubben San José de Oruro
Sportklubben San José, "Club Deportivo San José", bildades år 1942 i gruvstaden Oruro i Bolivia. Klubben spelar i den högsta bolivianska divisionen Liga de Fútbol Profesional Boliviano för klubblag och har stadion Jesús Bermúdez, med en kapacitet av cirka 30 000 åskådare, som hemmaarena. Trots att San José bildades 1942 är det inte den äldsta fotbollsklubben i Oruro utan redan år 1896 grundades landets allra första fotbollsklubb, Oruro Royal Club (La Blanc & Henshaw, 1994, s. 126). Trots att Oruro Royal är den äldsta fotbollsklubben så är klubben San José den mest populära i Oruro - ”San José är Oruro, Oruro är San José” lyder en av klubbens slogans. San José har blivit mästare i den bolivianska ligan vid fyra tillfällen: 1972, 1995, 2007 och 2018 (Opinión, 2007; Carrión, 2018).
Klubben är medlem i Bolivias fotbollsförbund (FBF) och därigenom medlem i det sydamerikanska fotbollsförbundet (CONMEBOL) och Internationella fotbollsförbundet (FIFA). I klubbens stadgar, som reviderades år 2020, anges bland annat primära och sekundära mål som totalt består av 17 punkter. Bland dessa finns till exempel att främja, utveckla och promota fotbollsutövandet i regionen, att upprätthålla stadgar och se till att dessa följs och till berörd myndighet anmäla varje fall av brottslig, oförnuftig eller annan skadlig handling som kan påverka klubben (Estatutos C.S.J., 2020). Klubbens främsta inkomster kommer från sändningsrättigheter för TV (klubbar har möjlighet att sälja TV-rättigheterna för sina matcher och på så sätt finansiera sin verksamhet), biljettförsäljning till matcherna, från sponsorer och möjliga prispengar om man hamnar bland de åtta bästa lagen i ligan (Ojopi, 2020; Mejía, 2017). När San José år 2018, under Wilson Martínez ordförandeskap, blev bäst i ligan fick de till exempel tre miljoner dollar i prispengar och en plats i Copa Libertadores, den sydamerikanska motsvarigheten till UEFA Champions League.
I juni 2019 deklarerade San Josés dåvarande ordförande Wilson Martínez att ”I juli eller augusti bygger vi, med våra egna pengar, ett high performance center [där vi kan] samla a-laget och resterande klubblag. Centret kommer att ha olika fotbollsplaner, gym, rekreationsområden, pool, bastu, etc. Det är en stor investering som min ledning satsar på” (Martínez, 2019a). Två månader innan denna utfästelse, det vill säga i april, gick San Josés A-lagsspelare ut i strejk. Lagkaptenen Didí Torrico deklarerade för massmedierna att laget bestämt sig för att strejka på grund av uteblivna löner, att ordföranden hade meddelats detta och att spelarna hoppades att han skulle kunna garantera utbetalningen av lönerna (Late Deportes Bolivia, 2019a). Två månader efter Martínez utfästelse, i augusti, krävde spelarna fortfarande sina löner (Late Deportes Bolivia, 2019b).

## Klubben på obestånd under år 2020
Även om San José under Martínez ordförandeskap lyckades bli mästare år 2018 var denna framgång kortsiktig eftersom klubben 2020 kom på obestånd och dess fortlevnad är hotad.